# Еселбах
Еселбах (њем. Esselbach) општина је у њемачкој савезној држави Баварска. Једно је од 40 општинских средишта округа Мајна-Шпесарт. Према процјени из 2010. у општини је живјело 2.000 становника. Посједује регионалну шифру (AGS) 9677126.

## Географски и демографски подаци
Еселбах се налази у савезној држави Баварска у округу Мајна-Шпесарт. Општина се налази на надморској висини од 300 метара. Површина општине износи 11,8 km². У самом мјесту је, према процјени из 2010. године, живјело 2.000 становника. Просјечна густина становништва износи 170 становника/km².

## Међународна сарадња
| Мјесто     | Држава   | Врста сарадње | Од    |
| ---------- | -------- | ------------- | ----- |
| Штетелдорф | Аустрија | партнерство   | 2000. |
| Извор      |          |               |       |